# Harmonija
Harmonija (grško: αρμονια = skladnost) predstavlja akordično oziroma vertikalno strukturo neke glasbene kompozicije. 
Je oblast glasbenega mišljenja, ki usklajuje odnose med toni v vertikalnem prerezu. Vertikalne ali istočasne kombinacije tonov pogosto pogojujejo določeno horizontalno tj. melodično ali linearno gibanje (vodilni in drugi karakteristični toni kot so none, septime, zadržki, ki težijo k razvezom oziroma k horizontalnim premikom.) Harmonijo so začeli kot samostojno vejo glasbene teorije preučevati relativno pozno. Prvo samostojno znanstveno obravnavo harmonije najdemo v delu Jeana Philippa Rameauja Traite de l'harmonie (1722).
Izraz harmonija se včasih uporablja tudi kot sinonim za akord, npr. ko se namesto o nizu akordov govori o nizu harmonij. Glede na to, da je vsa večglasna glasba kontrapunktična glasba, že od vseh začetkov vsebuje tudi harmonske elemente. 

## Zgodovina

### Srednji vek
V prvih oblikah dvoglasja, v tako imenovanem organumu, ki je bil gojen od 9. stoletja do polovice 13. stoletja, najdemo vzporedne kvarte in kvinte kot prve akordične tvorbe.
Kvartam in kvintam so se v 11. stoletju pridružile tudi oktave, ob paralelnih premikih pa se je pojavil tudi protipostop. V tem času se pojavljajo tudi terce in sekste, vendar večinoma kot melodijski toni, brez harmonskega pomena, podobno kot sekunde in septime.
13. stoletje je prineslo tudi že triglasne harmonske oblike, predvsem trizvoke brez terce (prima-kvinta-oktava), redkeje pa tudi popolne trizvoke (prima-terca-kvinta).

### Renesansa
V 14. stoletju se pojavlja tudi prvi obrat trizvoka, (fauxbourdon) do neomejene uporabe popolnega trizvoka pa pride šele v 15. stoletju. Lahko rečemo, da se je v takratni kompozicijski praksi že začel uveljavljati princip tvorbe akordov s pomočjo vertikalno nanizanih terc; ta princip je kasneje, teoretsko razgrajen, prevladoval vse do konca 19. stoletja oziroma do pojava novih principov oblikovanja akordov in harmonskih sklopov.

### Barok
Zavest o harmoniji se je do začetka 17. stoletja razvijala pretežno v okviru kontrapunktične glasbe, kjer so horizontalne, melodijske linije posameznih glasov primarne, njihova vertikalna koordinacija pa sekundarna. In verjetno je prehodno obdobje (druga polovica 16. stoletja in 17. stoletja)  v katerem čvrste harmonske tonalne osnove, ki bi bile rezultat izgrajenih harmonskih odnosov,  niso obstajale, ustvarilo ugodne pogoje za nastanek izredno drznih (za tiste čase) kromatsko-akordičnih kombinacij skladateljev Gesualda da Venose (1560-1613) ali Heinricha Schütza (1585-1672).
Od 17. stoletja dalje so se harmonski odnosi razvijali bolj izrazito. Trizvoki prve, četrte in pete stopnje so se pojavljali v vlogi glavnih harmonij in tako utrjevalio novo durovsko in molovsko tonaliteto. Ti sta počasi izrivala stare tonovske načine, ki so iz harmonskega gledišča labilni (ker ne poznajo funkcij in medsebojne večkratne in močne povezanosti). Trizvokom so sledili septakordi z vsemi svojimi obrati, formirali so se nekateri karakteristični alterirani akordi, npr. napolitanski sekstakord in zmanjšani septakord. Pojavile so se prve modulacije. Izjemno harmonsko bogastvo je v svojih delih zbral J. S. Bach (1685-1750). Kaže se v njegovi inventivni uporabi kromatike in enharmonije, v uspešnem prepletanju starih tonovskih načinov s takrat modernim dur-molom in z ubranimi akordičnimi kombinacijami, ki nastajajo kot posledica smelega kontrapunktičnega vodenja vseh, še posebej notranjih glasov. 
Bachova dela predstavljajo vrh, hkrati pa tudi konec baročne glasbene umetnosti, ki jo v drugi polovici 18. stoletja zamenja novo obdobje - obdobje enostavnosti in jasnosti glasbenih oblik s preprosto in pregledno harmonsko strukturo, popolnoma emancipirano od kontrapunkta.

### Klasicizem
V obdobju glasbenega klasicizma, se vse harmonsko dogajanje odvija v treh glavnih funkcijah (tonični, subdominantni in dominantni) znotraj čvrste tonalne organizacije dur-mol.
Vloga harmonije kot faktorja v glasbeni obliki prihaja v tem obdobju najbolj do izraza. V poznejših delih klasicističnih mojstrov, Haydna, Mozarta in Beethovna, pa že ponekod najdemo zametke novega harmonskega stila, zametke romantične harmonije. 

### Romantika
Ta se je razvijala zelo hitro in že v sredini 19. stoletja dosegla kulminacijo z deli Liszta in Wagnerja. Nonakord, ki se je v obdobju klasicizma pojavljal izjemoma, je postal zdaj en od karakterističnih akordov. Proti koncu romantike se začnejo pojavljati tudi undecimni in tercdecimni akordi, kot tudi akordi, sestavljeni iz vertikalno nanizanih kvint, v nasprotju z dotedanjim, izključno terčnim načinom gradnje akordov.
Alterirani akordi, ki so jih skromno uporabljali v klasicističnem obdobju, so v romantiki postali eni od glavnih harmonsko-izraznih sredstev, enharmonski postopi pa so služili skrajno zapletenim modulacijskim obratom.
Uporaba alteracij in kromatike je privedla do pogoste uporabe dominante in subdominante vseh stopenj lestvice (sekundarne dominante), s čimer so se območja tonalitet znatno razširila. Vendar pa je širjenje tonalitet prinašalo tudi tonalno nestabilnost, kateri so pripomogli tudi zavestno zapostavljenje toničnega trizvoka in konsonantnih sozvokov nasploh. Eden najbolj znanih primerov takega zapostavljanja je uvertura k Wagnerjevem Tristanu, v kateri se tonični trizvok glavne tonalitete, a-mola, sploh nikjer ne pojavi. Poudarjanje glavnega motiva je privedla poznoromantične skladatelje k iskanju in forsiranju zvočno-kolorističnih elementov v harmonskem izrazu. Zaradi tega so se vse bolj pogosto uporabljali akordični premiki ali pa tudi posamezni akordi, ki imajo že sami po sebi izrazito koloristični prizvok (npr. dominantni nonakord z veliko nono, zvečani kvintakord). Njihova uporaba postaja vse bolj neodvisna od funkcionalne logike harmonskega gibanja, na neki način se osamosvojijo in postanejo avtonomni.
V obsegu romantične harmonije se ponovno prebuja linearno gibanje, vendar je vzajemnost linearnih in vertikalnih elementov zdaj drugačna. V obdobju, ko je polifonija nastala, se razvila in dosegla vrhunec, so se iz kontrapunkta postopoma izkristalizirali vertikalni odnosi, harmonija in tonaliteta. Nasprotno pa v romantiki iz vertikalnih odnosov nastane nova polifonija, zaradi poudarjanja linearnih elementov, kot so zadržki, prehodni in alterirani toni. 
Po raznolikosti harmonskih sredstev in po splošni harmonski intenzivnosti je bilo obdobje glasbene romantike obdobje harmonije par exellence. Vendar pa so isti elementi, ki so pripomogli k tako močnem harmonskem izrazu, privedli tudi do izčrpanosti harmonskih možnosti v okviru dur-mol tonalitete. Težnje po linearnih premikih, ki so nastale v okviru romantične harmonije, so neke vrste anticipacija kasnejšega radikalnega polifonega stila 20. stoletja, dodekafonije. Koloristični elementi pa v tehničnem smislu pomenijo neposredno pot k impresionistični harmoniji. 
Princip barve, ki je dominanten tako v impresionistični glasbi kot v impresionističnem slikarstvu, se uresničuje prav s harmonskimi sredstvi. Potreba, da se na nekem določenem mestu pojavi neki določen zvok (zvočni koloristični vtis ali impresija), privede do popolnega osamosvajanja koloristično zanimivih disonantnih akordov, izgubi se tudi potreba za razvezom oziroma razlika med konsonanco in disonanco. V povezavi s tem izginjajo zadržki, ki ostajajo nerazvezani in postopov, ki ostajajo nedokončani, kar spet pogojuje nove zvočno-koloristične efekte. Akordom, katerih struktura je v osnovi enostavna, se zaradi barve dodajajo posameznim tonom sekunde.

### Impresionizem
Izogibanje vodilnemu tonu, ki je značilno za impresionizem, stimulira uporabo celotonske lestvice, kakor tudi iz nje sestavljenih akordov. Ti sklopi niso zanimivi le koloristično, ker so tonalno najmanj obvezujoči, iz njih lahko v vsakem trenutku preidemo v neko drugo območje.
armonsko izročilo impresionizma paralele, (in to ne sekstakordov ali zmanjšanih septakordov, kar je bilo mogoče že po principih klasične harmonije) ampak paralele kvintakordov, septakordov, nonakordov 
Impresionistični skladatelji so odkrivali zvočno sfero nacionalne in eksotične glasbe. Z razbijanjem funkcionalnega sistema klasične harmonije so ustvarjali ugodne pogoje za zavzeto harmonsko obravnavanje  narodnega melosa, sicer pa so to delo prevzeli že njihovi predhodniki v obdobju romantike (Chopin, Dvoržak, Borodin, Grieg in drugi). Na samosvoj način se razpadanje romantične harmonije odraža v delih Aleksandra Skrjabina (1872-1915). Razvoj Skrjabinove harmonije sega od stila Chopina in Liszta do akordičnih kombinacij, ki so po strukturi zelo podobne ali celo enake impresionističnim, vendar  pa služijo povsem ekspresionističnim namenom. Zaradi tega se Skrjabin ob njih ne zaustavi in s svojimi skladbami stopi na prag atonalnosti.

### Glasba 20. stoletja
Harmonske težnje 20. stoletja se ne združujejo v neko edinstveno karakteristično skupino, kot bi to lahko rekli za klasicistično in v veliki meri za romantično obdobje. Lahko pa se zazna kompozicijske struje, ki uporabljajo sorodne postopke:
1. bitonalni in politonalni postopki, ki vsebujejo istočasno uporabo dveh ali več tonalitet (npr. postopki skladatelja Dariusa Milhauda).
2. neomodalni postopki, s katerimi se poskušajo oživiti harmonski odnosi s pomočjo starih tonalitet (ti postopki so pogosto kontrapunktičnega značaja)
3. formiranje glasbenih dialektov na podlagi avtohtone nacionalne glasbe, z vsemi ritmičnimi, melodičnimi in harmonskimi konsekvencami
4. neoklasicistični harmonski postopki, ki  se poslužujejo stilskim postopkom Bachove dobe in starejših obdobij.

Večina takih postopkov je prepletena s tradicionalnimi harmonskimi elementi, tako da sodobni harmonski jezik pogosto kaže tudi eklektične poteze. Skladatelji resne glasbe 20. in 21. stoletja terčne harmonije ne uporabljajo na načine, kot je bila uporabljana v 18. in 19. stoletju. Akordi, ki so jih tvorili v prejšnjih obdobjih se vrtijo okrog tonalnih centrov: tonike, dominante in subdominante in njihovi postopi sledijo pričakovanju k hramonskemu razvezu. Terčno harmonijo ali »klasično harmonijo« sodobni skladatelji uporabljajo predvsem kot mimobežno ali pa kontrapunktično strukturo s premičnimi tonalnimi centri.

## Postopek intervalne gradnje akordov
Glede na princip gradnje akordov od 20. stoletja dalje klasificiramo več vrst harmonije:
1. terčna harmonija (klasična)
2. kvartna harmonija (tudi kvartno-kvintna): sodobni skladatelji uporabljajo kvartno harmonijo (akorde, sestavljene iz kvart) tako kot terčno harmonijo (akorde, sestavljene iz terc) klasicističnih in romantičnih postopkov. Kvartni material ima korenine že v ornamentaciji trizvokov in v tehnikah srednjeveške polifonije. Kvartni akordi so zgrajeni z vertikalnim nizanjem intervala kvarte. Večina tonov v akordu mora biti tudi nameščena v razdalji kvart, da bi očuvala razločen kvartni zvok, sicer kvartni akordi lahko zvenijo kot nonakordi, undecimni akordi ali akordi z dodanimi notami.
3. sekundna harmonija (tudi sekundno-septimna): za tvorbo sekundnih akordov uporabljamo veliko in malo sekundo (zvečana sekunda slušno učinkuje kot terca, zmanjšana kot čista prima). Sekundni akordi so lahko aranžirani v septimah, tako kot so lahko terčni akordi predstavljeni v sekstah in kvartni v kvintah.